# Zeta Scorpii
Zeta1 Scorpii (ζ1 Scorpii, förkortat Zeta1 Sco, ζ1 Sco), som är stjärnans Bayerbeteckning, är en superjättestjärna av typ B belägen i södra delen av stjärnbilden Skorpionen. Den har en skenbar magnitud som varierar mellan 4,66 och 4,86. Den befinner sig på ett avstånd av ca 2 600 ljusår (ca 800 parsek) från solen.
Stjärnan ingår i Skorpionens OB1-grupp, och den öppna stjärnhopen NGC 6231, även känd som "Norra Juvelskrinet". Ungefär 36 gånger så massiv som solen är den också en av de mest ljusstarka stjärnorna som är kända i Vintergatan, med en uppskattad bolometrisk ljusstyrka på cirka 850 000 gånger den hos solen och en radie som är 103 gånger solens.

## Egenskaper
Stjärnvinden från denna superjätte avger materia från stjärnan med en hastighet av 1,55 × 10-6 solmassor per år, eller ungefär lika med solens massa på 640 000 år. 

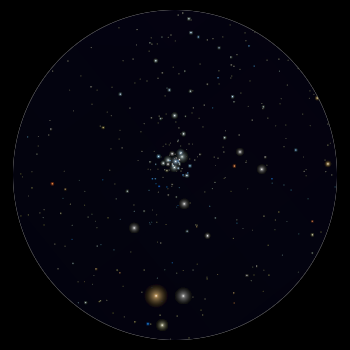
ζ^{1} Scorpii vid sidan av den ljusare ζ^{2} Scorpii söder om NGC 6231.

ζ1 Scorpii bildar, tillsammans med ζ2 Scorpii, ett för blotta ögat synligt dubbelpar, men stjärnorna är bara tillfälligt nära varandra i synfältet från jorden. ζ2 Scorpii befinner sig endast 155 ljusår från solen och är mycket mindre lysande i reala termer. ζ1 Scorpii kan också särskiljas från ζ2, på grund av den sistnämndas orangefärgade nyans, särskilt på långtidsexponerade foton.